# .577スナイドル弾
.577スナイドル弾 (.577 Snider) はイギリスで開発された口径 0.577インチ (14.7 mm) の実包で、薬莢は金属製、ガンパウダーには黒色火薬を採用し、弾頭は31グラム (480グレーン) の鉛製。主に スナイドル銃で使用された。
初期の.577スナイドル弾は金属ベースの紙薬莢であったが、後に商業ベースに乗ったものは現在の小火器用弾薬と同様に真鍮引抜材の金属薬莢となった。.577スナイドル弾は1870年代に.577/450マルティニ・ヘンリー弾に置き換えられ、1930年代には量産されなくなったため、銃器専門家の多くは時代遅れのものであると考えている。しかし、2016年5月末にイギリスの Tenbury Guns Limited が廃業するまでは同社から他の.577口径弾と同様に薬莢や弾頭、実包が入手可能であった。また、24ゲージ散弾の真鍮薬莢から作った薬莢や、リロード用のダイスセットを入手することもできる。2019年現在、イギリスのKynamcoが.577スナイドル弾を製造している。